# Hajime Creative Harbor
Hajime Creative Harbor（ハジメクリエーティブハーバー、HCH）は2015年に設立された映像制作団体である。代表：奥本はじめ（映画監督、プロデューサー）。大阪を拠点に活動を行っておりインデペンデントフィルム、DVD作品の製作を行っている。

## 製作作品
- ちぎれん雲[2]（2017年横浜シネマノヴェチェント・2018年十三シアターセブンにて上映）[3]
- YAMATO超人ナライガー天気予報動画（奈良テレビ／2017年）
- YAMATO超人ナライガー・光と闇の復活（DVD作品）[1]

- やどり（2019年　十三シアターセブン・横浜シネマノヴェチェンド等で上映）
- 海がつぶやく（2022年　十三シアターセブン）

## 外部サイト
- HajimeCreativeHarbor 公式サイト